# Clasificación de Conmebol para la Copa Mundial de Fútbol de 1982
El torneo de clasificación de la Conmebol para la Copa Mundial de Fútbol de 1982 lo disputaron un total de nueve selecciones. Para la zona de Sudamérica, la FIFA dispuso de cuatro plazas, de las veinticuatro totales del Mundial. Una plaza estaba asignada automáticamente a Argentina por su victoria en el Mundial de 1978.
Los nueve equipos se dividieron en tres grupos de tres integrantes, donde el campeón de cada grupo obtendría la clasificación. En los grupos se jugó un sistema de liguilla de ida y vuelta.
En negrita aparecen los equipos clasificados.

## Grupo 1
| Equipo    | Ptos. | PJ | PG | PE | PP | GF | GC | Dif. |
| --------- | ----- | -- | -- | -- | -- | -- | -- | ---- |
| Brasil    | 8     | 4  | 4  | 0  | 0  | 11 | 2  | +9   |
| Bolivia   | 2     | 4  | 1  | 0  | 3  | 5  | 6  | –1   |
| Venezuela | 2     | 4  | 1  | 0  | 3  | 1  | 9  | –8   |

| Fecha                 | Lugar          | Partido   | Partido              | Partido | Partido              | Partido   |
| --------------------- | -------------- | --------- | -------------------- | ------- | -------------------- | --------- |
| 8 de febrero de 1981  | Caracas        | Venezuela | Bandera de Venezuela | 0-1     | Bandera de Brasil    | Brasil    |
| 15 de febrero de 1981 | La Paz         | Bolivia   | Bandera de Bolivia   | 3-0     | Bandera de Venezuela | Venezuela |
| 22 de febrero de 1981 | La Paz         | Bolivia   | Bandera de Bolivia   | 1-2     | Bandera de Brasil    | Brasil    |
| 15 de marzo de 1981   | Caracas        | Venezuela | Bandera de Venezuela | 1-0     | Bandera de Bolivia   | Bolivia   |
| 22 de marzo de 1981   | Río de Janeiro | Brasil    | Bandera de Brasil    | 3-1     | Bandera de Bolivia   | Bolivia   |
| 29 de marzo de 1981   | Goiânia        | Brasil    | Bandera de Brasil    | 5-0     | Bandera de Venezuela | Venezuela |

## Grupo 2
| Equipo   | Ptos. | PJ | PG | PE | PP | GF | GC | Dif. |
| -------- | ----- | -- | -- | -- | -- | -- | -- | ---- |
| Perú     | 6     | 4  | 2  | 2  | 0  | 5  | 2  | +3   |
| Uruguay  | 4     | 4  | 1  | 2  | 1  | 5  | 5  | 0    |
| Colombia | 2     | 4  | 0  | 2  | 2  | 4  | 7  | –3   |

| Fecha                    | Lugar      | Partido  | Partido             | Partido | Partido             | Partido  |
| ------------------------ | ---------- | -------- | ------------------- | ------- | ------------------- | -------- |
| 26 de julio de 1981      | Bogotá     | Colombia | Bandera de Colombia | 1-1     | Bandera de Perú     | Perú     |
| 9 de agosto de 1981      | Montevideo | Uruguay  | Bandera de Uruguay  | 3-2     | Bandera de Colombia | Colombia |
| 16 de agosto de 1981     | Lima       | Perú     | Bandera de Perú     | 2-0     | Bandera de Colombia | Colombia |
| 23 de agosto de 1981     | Montevideo | Uruguay  | Bandera de Uruguay  | 1-2     | Bandera de Perú     | Perú     |
| 6 de septiembre de 1981  | Lima       | Perú     | Bandera de Perú     | 0-0     | Bandera de Uruguay  | Uruguay  |
| 13 de septiembre de 1981 | Bogotá     | Colombia | Bandera de Colombia | 1-1     | Bandera de Uruguay  | Uruguay  |

## Grupo 3
| Equipo   | Ptos. | PJ | PG | PE | PP | GF | GC | Dif. |
| -------- | ----- | -- | -- | -- | -- | -- | -- | ---- |
| Chile    | 7     | 4  | 3  | 1  | 0  | 6  | 0  | +6   |
| Ecuador  | 3     | 4  | 1  | 1  | 2  | 2  | 5  | –3   |
| Paraguay | 2     | 4  | 1  | 0  | 3  | 3  | 6  | –3   |

| Fecha               | Lugar             | Partido  | Partido             | Partido | Partido             | Partido  |
| ------------------- | ----------------- | -------- | ------------------- | ------- | ------------------- | -------- |
| 17 de mayo de 1981  | Guayaquil         | Ecuador  | Bandera de Ecuador  | 1-0     | Bandera de Paraguay | Paraguay |
| 24 de mayo de 1981  | Guayaquil         | Ecuador  | Bandera de Ecuador  | 0-0     | Bandera de Chile    | Chile    |
| 31 de mayo de 1981  | Asunción          | Paraguay | Bandera de Paraguay | 3-1     | Bandera de Ecuador  | Ecuador  |
| 7 de junio de 1981  | Asunción          | Paraguay | Bandera de Paraguay | 0-1     | Bandera de Chile    | Chile    |
| 14 de junio de 1981 | Santiago de Chile | Chile    | Bandera de Chile    | 2-0     | Bandera de Ecuador  | Ecuador  |
| 21 de junio de 1981 | Santiago de Chile | Chile    | Bandera de Chile    | 3-0     | Bandera de Paraguay | Paraguay |

## Estadísticas generales
| Equipo    | Ptos. | PJ | PG | PE | PP | GF | GC | Dif. |
| --------- | ----- | -- | -- | -- | -- | -- | -- | ---- |
| Brasil    | 8     | 4  | 4  | 0  | 0  | 11 | 2  | +9   |
| Chile     | 7     | 4  | 3  | 1  | 0  | 6  | 0  | +6   |
| Perú      | 6     | 4  | 2  | 2  | 0  | 5  | 2  | +3   |
| Uruguay   | 4     | 4  | 1  | 2  | 1  | 5  | 5  | 0    |
| Ecuador   | 3     | 4  | 1  | 1  | 2  | 2  | 5  | –3   |
| Bolivia   | 2     | 4  | 1  | 0  | 3  | 5  | 6  | –1   |
| Colombia  | 2     | 4  | 0  | 2  | 2  | 4  | 7  | –3   |
| Paraguay  | 2     | 4  | 1  | 0  | 3  | 3  | 6  | –3   |
| Venezuela | 2     | 4  | 1  | 0  | 3  | 1  | 9  | –8   |

## Clasificados
| Bandera de Argentina                      | Bandera de Brasil          | Bandera de Chile          | Bandera de Perú          |
| Argentina Campeón de la Copa Mundial 1978 | Brasil Ganador del grupo 1 | Chile Ganador del grupo 3 | Perú Ganador del grupo 2 |
| Clasificado: 25/06/1978                   | Clasificado: 29/03/1981    | Clasificado: 14/06/1981   | Clasificado: 06/09/1981  |
| ----------------------------------------- | -------------------------- | ------------------------- | ------------------------ |

| Predecesor: Argentina 1978 | Clasificación de Conmebol para la Copa Mundial de Fútbol España 1982 | Sucesor: México 1986 |

- Datos: Q1906499